# Advantage Database Server
Advantage Database Server – system relacyjnych baz danych (RDBMS) dla małych i średnich firm, rozprowadzany przez SAP.
System istnieje od 1993 roku. Został wprowadzony w celu zapewnienia stabilnego rozwiązania dla programistów Clipper. Jest to dojrzały projekt o cechach, które rywalizują z wieloma droższymi i bardziej zaawansowanymi systemami baz danych. System ten jest określany jako wydajny i prosty w obsłudze zdalny serwer baz danych, umożliwiający łatwe tworzenie oraz wdrażanie aplikacji klient-serwer. Jest bardzo popularny wśród twórców aplikacji klient-serwer, aplikacji samodzielnych, mobilnych oraz korzystających z internetowych baz danych.

## Właściwości
- Replikacje
- Kopie zapasowe online
- Dostęp ISAM
- Kompatybilność z SQL-92
- Optymalizator zapytań SQL
- Funkcje zdefiniowane przez użytkownika
- Wyzwalacze
- Procedury składowane
- Widoki
- Aliasy do serwera
- Szyfrowane indeksy i komunikacja
- Tabele DBF i obiekty MEMO większe niż 4GB
- Transakcje
- Zdarzenia / powiadomienia
- Obsługa architektury 64-bitowej
- Pełne wyszukiwanie tekstu
- Obsługa wielu procesorów
- Małe rozmiary

## Języki programowania
- Popularne środowiska programowania z użyciem tego systemu to: CodeGear Delphi, CodeGear C++ Builder, Microsoft Visual Basic, Microsoft Visual C++, CA-Visual Objects, CA-Clipper oraz Microsoft Visual FoxPro.
- Obsługa standardowych interfejsów takich jak: ODBC, OLE DB, JDBC, PHP, oraz ADO.NET.